# Championnat de France féminin de handball 1979-1980
Navigation
Saison 1978-1979 Saison 1980-1981
Le championnat de France féminin 1979-1980 est la 29e édition du plus haut niveau de handball en France. 
Le titre de champion de France de Nationale 1 est remporté pour la quatrième fois par le Paris UC, vainqueur en finale du PLM Conflans.

## Première phase
| - Qualifié pour les demi-finales - Relégué en Nationale II | - T : Tenant du titre - P : Promu de Nationale II en début de saison |

### Poule A
Le classement final de la première phase est :
|    | Équipe             | Pts | J  | G  | N | P  | Bp  | Bc  | Diff |
| -- | ------------------ | --- | -- | -- | - | -- | --- | --- | ---- |
| 1  | ASU Lyon           | 47  | 18 | 14 | 1 | 3  | 281 | 225 | 56   |
| 2  | Troyes OS T        | 44  | 18 | 13 | 0 | 5  | 296 | 267 | 29   |
| 3  | ASPTT Strasbourg   | 39  | 18 | 10 | 1 | 7  | 282 | 279 | 3    |
| 4  | CSL Dijon          | 38  | 18 | 10 | 0 | 8  | 234 | 254 | -20  |
| 5  | SLUC Nancy         | 35  | 18 | 8  | 1 | 9  | 214 | 224 | -10  |
| 6  | US Ivry            | 34  | 18 | 7  | 2 | 9  | 248 | 233 | 15   |
| 7  | Stade français BAC | 34  | 18 | 8  | 0 | 10 | 240 | 238 | 2    |
| 8  | Montpellier UC     | 34  | 18 | 8  | 0 | 10 | 266 | 270 | -4   |
| 9  | ASPTT Nice         | 32  | 18 | 6  | 2 | 10 | 245 | 259 | -14  |
| 10 | JS Villersexel     | 23  | 18 | 2  | 1 | 15 | 239 | 296 | -57  |

### Poule 2
Le classement final de la première phase est :
|    | Équipe                   | Pts | J  | G  | N | P  | Bp  | Bc  | Diff |
| -- | ------------------------ | --- | -- | -- | - | -- | --- | --- | ---- |
| 1  | PLM Conflans             | 50  | 18 | 16 | 0 | 2  | 311 | 257 | 54   |
| 2  | Paris UC                 | 49  | 18 | 15 | 1 | 2  | 337 | 193 | 144  |
| 3  | US Dunkerque             | 40  | 18 | 10 | 2 | 6  | 270 | 219 | 51   |
| 4  | Bordeaux EC              | 40  | 18 | 11 | 0 | 7  | 265 | 230 | 35   |
| 5  | Racing Club de France    | 38  | 18 | 10 | 0 | 8  | 250 | 239 | 11   |
| 6  | Dreux AC                 | 38  | 18 | 10 | 0 | 8  | 252 | 243 | 9    |
| 7  | CN Mourenx               | 30  | 18 | 5  | 2 | 11 | 224 | 240 | -16  |
| 8  | SC Angoulême             | 28  | 18 | 4  | 2 | 12 | 273 | 327 | -54  |
| 9  | Stella Sports Saint-Maur | 25  | 18 | 2  | 3 | 13 | 243 | 328 | -85  |
| 10 | AS Brest                 | 22  | 18 | 2  | 0 | 16 | 222 | 371 | -149 |

## Phase finale
La phase finale s'est déroulée les 31 mai et 1er juin 1980 à Paris

### Demi-finales
Lors de la première demi-finale, le PLM Conflans bat Troyes OS 20 à 16
- PLM Conflans : 20 buts sur 34 tirs (59 %) et 16 pertes de balles sur 50 attaques (32 %)
- Troyes OS T : 16 buts sur 37 tirs (43 %) et 13 pertes de balles sur 49 attaques (27 %)

Lors de la deuxième demi-finale, le Paris UC bat ASU Lyon 12 à 6
- Paris UC : 12 buts sur 31 tirs (39 %) et 22 pertes de balles sur 51 attaques (43 %)
- ASU Lyon : 6 buts sur 26 tirs (23 %) et 26 pertes de balles sur 52 attaques (50 %)

### Finale
En finale, le Paris UC bat Conflans 20 à 11
- Paris UC
  - Statistiques : 20 buts sur 36 tirs (55 %) et 19 pertes de balles sur 54 attaques (36 %)
  - Buteuses : E. Agnoux 3 (3 de loin), Prat 5 (2 décalages à l'aile, 2 penaltys et 1 pénétration à 6 m), Pénati 5 (1 en 1 x 1 à l'aile, 2 contre-attaques et 2 décalages à l'aile), Benard 1 (1 décalage à l'aile), Sahuc 2 (1 débordement et 1 pénétration 6 m), Galland 1 (1 débordement), Pottier 2 (1 penalty et 1 de loin) et Lombillotte 1 (1 décalage à l'aile)
- PLM Conflans
  - Statistiques : 11 buts sur 30 tirs (37 %) et 25 pertes de balles sur 55 attaques (45 %)
  - Buteuses : Durand 3 (2 contre-attaques, 1 aile), Mounier 3 (1 pénétration à 6 m et 2 contre-attaques), Chaurer 3 : (2 penaltys et 1 de loin), Clausse 1 (1 penalty) et Ruault 1 (1 x 1 débordement).